# Lutz Gripshöver

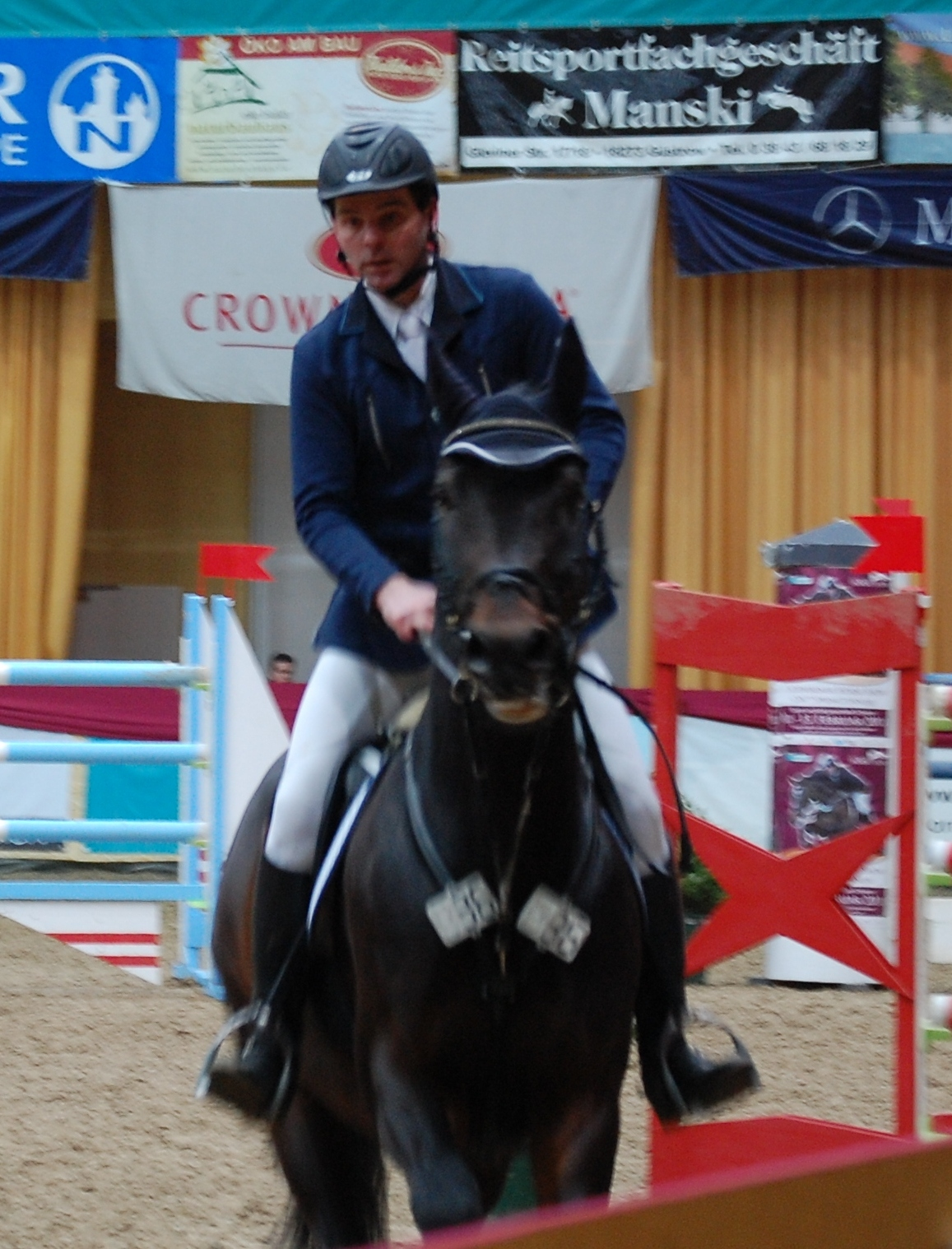
Lutz Gripshöver mit Amaretto, Schweriner Horse Show 2011

Lutz Gripshöver  (* 31. März 1972 in Werne) ist ein deutscher Springreiter.

## Werdegang
Lutz Gripshöver wuchs zusammen mit seinen zwei ebenfalls reitsportbegeisterten Schwestern auf einem Reiterhof in Werne auf. Im Alter von sechs Jahren begann er mit dem Reiten und nahm mit zehn Jahren bereits an Pony-Turnieren teil. 1989 machte er eine landwirtschaftliche Ausbildung im Betrieb seiner Eltern. 1990 bekam er nach zehn Siegen in Prüfungen der schweren Klasse das Goldene Reitabzeichen verliehen. 1992 ging er zur Sportschule der Bundeswehr nach Warendorf. Im Folgejahr kehrte er in den elterlichen Betrieb zurück und widmete sich seiner Turniersportkarriere. Seit dem Jahr 2002 ist er Teil des „Team Sabina Illbruck“, mit dem er bis 2005 an der Mannschaftswertung der Riders Tour teilnahm. Ebenfalls im Jahr 2002 absolvierte er die Prüfung zum Pferdewirtschaftsmeister und erhielt die Stensbeck-Plakette in Silber.
Lutz Gripshöver war Schüler des Olympiagewinners Fritz Ligges.
Lutz Gripshöver ist verheiratet und wohnt auf dem Hof seiner Eltern in Werne.
Die Familie Gripshöver veranstaltet zusammen mit dem örtlichen Reit- und Fahrverein St. Georg Werne jedes Jahr im April auf der heimatlichen Anlage im Werne-Lenklar ein nationales Spring- und Dressurreitturnier mit Prüfungen der schweren Klasse. Höhepunkt ist der Große Preis der Springreiter, der 2012 mit 13.000 € dotiert war.
In den letzten Jahren startete Gripshöver nur noch vereinzelt auf internationalen Turnieren. Im April 2010 wurde er beim heimischen Turnier von einem Pferd durch einen Tritt am Kopf schwer verletzt. Er wurde mit einer Schädelfraktur in ein Krankenhaus geflogen. Nach einem mehrmonatigen Besserungsprozess ist er wieder als Berufsreiter aktiv.

## Erfolge
Folgende Erfolge konnte Lutz Gripshöver bisher erzielen:

- 1990: 1. Platz beim Preis der Besten Junioren Warendorf, Mannschaftseuropameister der Junioren in Berlin, 3. Platz bei der Deutschen Meisterschaft der Junioren
- 1992: 2. Platz beim Preis der Nationen CSIO Sopot
- 1993: 1. Platz beim Preis der Besten Junge Reiter Warendorf,  2. Platz Preis der Nationen CSIO-W Gera, Mannschaftseuropameister und Einzel-Silbermedaillengewinner der Junge Reiter in Spangenberg, 3. Platz bei der Deutschen Jugendmeisterschaft in München
- 1996: 3. Platz beim Preis der Nationen CSIO Kiskunhalas
- 1998: 1. Platz beim Großen Preis CSIO Poznań
- 1999: 1. Platz im Weltcupspringen in Millstreet
- 2000: Teilnahme am Weltcupfinale in Las Vegas, 3. Platz beim Großen Preis von Göteborg, 3. Platz im Preis der Nationen in Dublin
- 2001: 3. Platz bei den Deutschen Meisterschaften in Münster, 3. Platz beim Nationenpreis in Rotterdam mit Warren NRW
- 2002: 3. Platz beim Großen Preis von Spangenberg mit Gogo-Girl, 4. Platz im Großen Preis von Hachenburg (Riders Tour-Wertungsprüfung) mit Warren NRW
- 2003: 3. Platz beim Großen Preis von Oldenburg (CSI**)  mit Polyfee, 3. Platz beim CSI*** Leeurwarden/NED mit Warren NRW
- 2004: 1. Platz im Team Sabina Illbruck bei der Riders Tour-Teamwertung beim CSI Donaueschingen mit Polyfee, 3. Platz beim Großen Preis CSI*** Kiel mit Polyfee
- 2005: 4. Platz im Großen Preis von Dortmund / der Bundesrepublik (CSI***) mit Polyfee, 5. Platz im Großen Preis des Pferdesportfestivals Bremen mit Polyfee
- 2006: 4. Platz im Großen Preis von Gahlen mit Pontifee
- 2007: 5. Platz im Nationenpreis von Norwegen (CSIO 4* Drammen) mit Pontifee, 6. Platz vom Großen Preis von Redefin (CSI 3*) mit Pontifex
- 2008 bis 2011 keine internationalen Erfolge
- 2012: 1. Platz mit der Mannschaft Westfalen im Deutschen Mannschaftschampionat der Springreiter, Braunschweig mit Amaretto
- 2020: 3. Platz im Großen Preis von Arnsberg-Voßwinkel (Prüfung Klasse S***) mit Bordeaux

## Ehemalige Pferde von Lutz Gripshöver
Die sportliche Laufbahn von Gripshöver wurde durch Deckhengst Pontifex, einem braunen Westfalen-Hengst (* 1991, Vater: Polydor, Mutter von: Dialekt) geprägt. Sowohl mit diesem als auch mit dessen Töchtern Polyfee und Pontifee war Gripshöver im Turniersport erfolgreich.
- Polyfee (* 1995), braune Westfalenstute, Vater: Pontifex, Mutter von: Pakt[10]
- Pontifee (* 1997), braune Westfalenstute, Vollschwester von Polyfee[11]
- Warren NRW (* 1990), brauner Westfalenwallach, Vater: Weinberg, Mutter von: Pilot[12]
- Gogo-Girl (* 1992), dunkelbraune Oldenburger Stute, Vater: Grandeur, Mutter von: Zeus[13], derzeit von Lutz Gripshövers Schwester Silvia geritten